# Carl-Friedrich-Gauß-Medaille

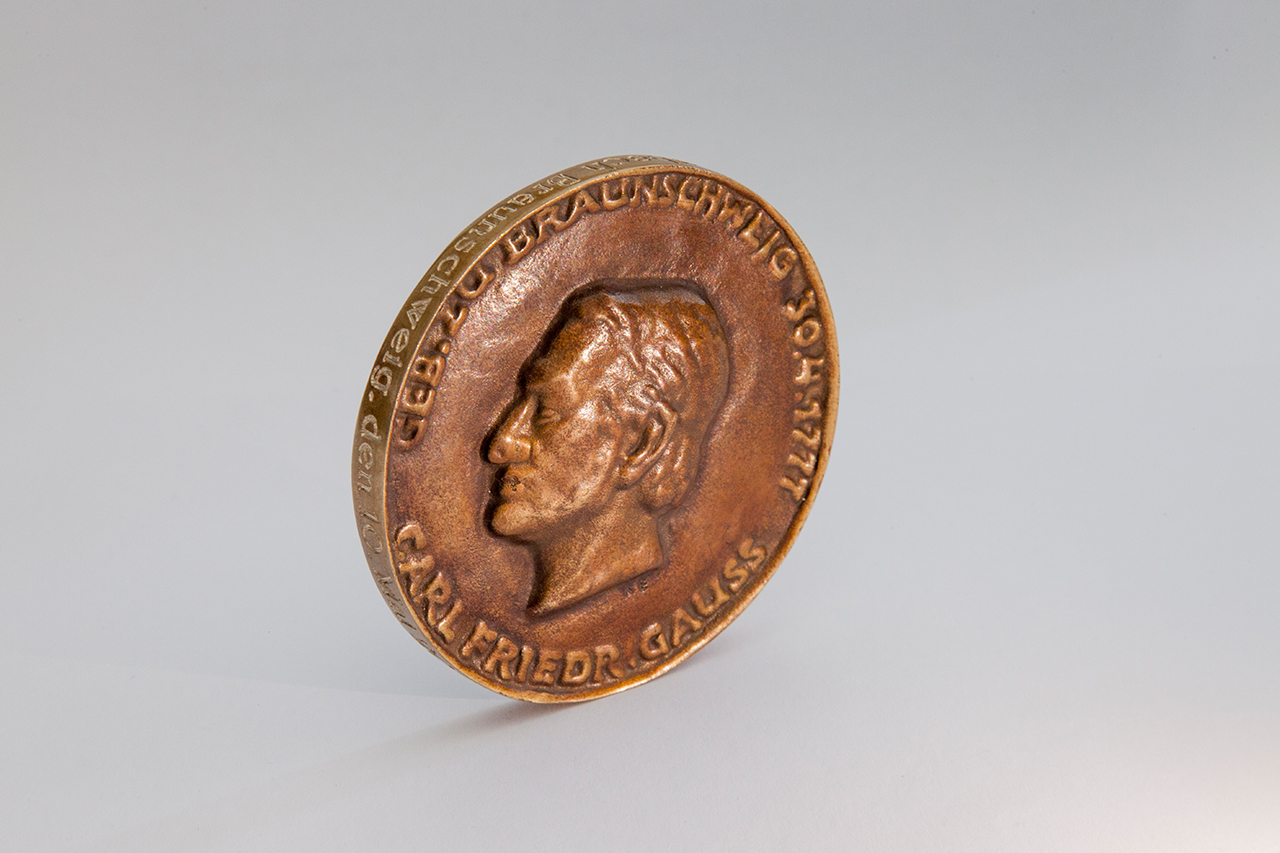
Vorderseite der Carl-Friedrich-Gauß-Medaille

Die Carl-Friedrich-Gauß-Medaille ist eine 1949 von der Braunschweigischen Wissenschaftlichen Gesellschaft (BWG) gestiftete undotierte Ehrung für hervorragende wissenschaftliche Leistungen. Sie wird jährlich im Gedenken an Carl Friedrich Gauß (1777–1855) verliehen.

## Beschreibung
Die Medaille ist aus Bronze gefertigt und hat einen Durchmesser von 90 mm und eine Dicke von 8 mm. Auf der Vorderseite trägt sie ein Kopfbild von Gauß mit der Umschrift „Carl Friedrich Gauß, geb. zu Braunschweig 30.04.1777“; die Rückseite trägt die Inschrift „Braunschweigische Wissenschaftliche Gesellschaft“ und in der Mitte die Worte „pro summis litterarum meritis“. Am Rand der Medaille sind der Name des Inhabers sowie das Verleihungsdatum eingraviert. Zur Gauß-Medaille gehören ein Lederetui sowie eine Urkunde mit Mappe, in welcher die besonderen wissenschaftlichen Verdienste des Inhabers gewürdigt werden.

## Verfahren
Vorschlagsberechtigt sind alle Mitglieder der BWG mit kurzer Begründung spätestens zum 1. November. Die Bereichs- oder „Klassenvorsitzenden“ nehmen darüber und über eventuell eingeholte Gutachten Beratung und berichten dem Präsidenten, der nach Eingang aller Unterlagen ein Konzil zur endgültigen Beschlussfassung einberuft.
Die Medaille wird im Rahmen der öffentlichen, feierlichen Jahreshauptversammlung durch den Präsidenten überreicht. Der Geehrte soll bei dieser Gelegenheit über seine wissenschaftliche Arbeit vortragen. Mitgliedern der Gesellschaft wird die Medaille nicht verliehen.

## Liste der Preisträger
- 1949: Walter Reppe, Honorarprofessor der Universität Mainz und der Technischen Hochschule Darmstadt
- 1950: Arvid Hedvall, Professor für Silikatchemie der Technischen Hochschule Chalmers in Göteborg
- 1951: Wilhelm Nußelt, Professor für Theoretische Maschinenlehre an der TU München
- 1952: Erwin Wilhelm Müller, Abteilungsleiter am Fritz-Haber-Institut der Max-Planck-Gesellschaft und Professor an der Freien Universität Berlin, später Professor an der Pennsylvania State University
- 1953: Gustav Wolf, Professor in Münster
- 1954: Max J. O. Strutt, Professor für Höhere Elektrotechnik an der Eidgenössischen Technischen Hochschule Zürich
- 1955: Fritz Arndt, Professor für Organische Chemie an der Universität Breslau, Honorarprofessor an der Universität Hamburg
- 1955: Pascual Jordan, Professor für Theoretische Physik an der Universität Hamburg
- 1956: Ulrich Finsterwalder, TU München
- 1957: Georg Sachs, Professor für Metallurgie an der Syracuse University, New York
- 1958: Werner Schmeidler, Professor für Mathematik an der Technischen Universität Berlin
- 1959: Hans Brockmann, Professor für Organische Chemie an der Universität Göttingen
- 1960: Theodore von Kármán, Professor am California Institute of Technology, Pasadena, Kalifornien
- 1961: Kurt Klöppel, Professor für Statik und Stahlbau an der Technischen Hochschule Darmstadt
- 1962: Walter Schottky, Professor für Theoretische Physik an der Universität Erlangen
- 1963: Gottfried Köthe, Professor für Angewandte Mathematik an der Universität Heidelberg
- 1964: Carl Wagner, Professor und vormals Direktor des Max-Planck-Instituts für Physikalische Chemie in Göttingen
- 1965: Albert Betz, Professor und vormals Direktor der Aerodynamischen Versuchsanstalt und des Max-Planck-Instituts für Strömungsforschung in Göttingen
- 1966: Wilhelm Becker, Professor und Direktor der Astronomisch-Meteorologischen Anstalt der Universität Basel
- 1967: Henry Görtler, Professor für Mathematik und vormals Direktor des Instituts für Angewandte Mathematik der Albert-Ludwigs-Universität Freiburg
- 1968: Egon Orowan, Professor für Mechanical Engineering am Massachusetts Institute of Technology, Cambridge, Massachusetts
- 1969: E. Arne Bjerhammar, Professor für Geodäsie an der Kungliga Tekniska Högskolan in Stockholm
- 1970: Elie Carafoli, Professor für Aero-Gas-Dynamik am Polytechnischen Institut Bukarest und vormals Direktor des Institut de Mécanique des Fluides „Traian Vuia“ in Bukarest
- 1971: Walter Dieminger, Professor für Geophysik an der Universität Göttingen und vormals Direktor des Max-Planck-Instituts für Aeronomie in Lindau/Harz
- 1972: Hubert Rüsch, Professor für Massivbau an der TU München und vormals Direktor des Amtlichen Materialprüfungsamtes für das Bauwesen
- 1973: Viktor Gutmann, Professor für Anorganische Chemie an der Technischen Universität Wien
- 1974: Friedrich Tamms, Professor, Beigeordneter der Stadt Düsseldorf (Stadtbaurat i. R.), Freischaffender Planer
- 1975: Sir Michael James Lighthill, Professor für Mathematik an der University of Cambridge
- 1977: Walter Elsasser, Professor für Geophysik an der Johns Hopkins University, Baltimore, Maryland
- 1977: Helmut Moritz, Professor für Geodäsie an der Technischen Universität Graz
- 1977: László Fejes Tóth, Professor und Direktor des Mathematischen Forschungsinstituts der Ungarischen Akademie der Wissenschaften, Budapest
- 1978: Ulrich Grigull, Professor für Thermodynamik an der TU München
- 1979: Wolf von Engelhardt, Professor für Mineralogie und Petrographie an der Universität Tübingen
- 1980: Hans Kuhn, Professor und vormals Direktor am Max-Planck-Institut für biophysikalische Chemie in Göttingen
- 1981: Martin Kneser, Professor für Mathematik an der Universität Göttingen
- 1982: Walter Burkert, Professor für Klassische Philologie an der Universität Zürich
- 1983: Leopold Müller, Honorarprofessor für Felsmechanik an der Universität Salzburg
- 1984: Heinz Beneking, Professor und Direktor des Instituts für Halbleitertechnik an der RWTH Aachen
- 1985: Gerhard Ertl, Professor und Direktor am Fritz-Haber-Institut der Max-Planck-Gesellschaft in Berlin
- 1986: Arno Borst, Professor em. für mittlere und neuere Geschichte an der Universität Konstanz
- 1987: Olgierd Cecil Zienkiewicz, Professor of Civil Engineering an der University of Wales, Swansea
- 1988: Heinz Brauer, Professor für Chemische Ingenieurtechnik an der Technischen Universität Berlin
- 1989: Herbert Walther, Professor für Experimentalphysik an der Universität München und Direktor des Max-Planck-Instituts für Quantenoptik in Garching
- 1990: Raymond Klibansky, Professor der Philosophie (Logik und Metaphysik) an der McGill University in Montreal und Fellow des Wolfson College (Oxford)
- 1991: Wilfried Krätzig, Professor für Ingenieurmechanik an der Ruhr-Universität Bochum
- 1992: Ernst Dieter Gilles, Professor für Mess- und Regelungstechnik an der Universität Stuttgart
- 1993: Hans-Heinrich Voigt, Professor für Astronomie und Astrophysik an der Universität Göttingen
- 1994: Josef Fleckenstein, Professor für Mittelalterliche Geschichte, zuvor Direktor des Max-Planck-Instituts für Geschichte in Göttingen
- 1995: David Crighton, Head of Department of Applied Mathematics and Theoretical Physics, University of Cambridge
- 1996: Gerhard Frey, Professor für Mathematik an der Universität Essen
- 1997: Arnold Esch, Professor für Mittelalterliche Geschichte, Direktor des Deutschen Historischen Instituts in Rom
- 1998: Christian Menn, Professor für Konstruktiven Ingenieurbau an der ETH Zürich
- 1999: Christian Wandrey, Professor für Biotechnologie an der Universität Bonn
- 2000: Klaus J. Hopt, Professor für ausländisches und internationales Privatrecht, Universität Hamburg, Direktor des Max-Planck-Instituts für ausländisches und internationales Privatrecht, Hamburg
- 2001: Robert Piloty, Professor em. für Datentechnik an der Technischen Universität Darmstadt
- 2002: Wolfgang Krätschmer, Professor für Kern- und Astrophysik am Max-Planck-Institut für Kernphysik, Heidelberg
- 2003: Niklot Klüßendorf, Professor für Numismatik und Geldgeschichte an der Philipps-Universität Marburg
- 2004: Joachim Milberg, Professor für Maschinenbau und Produktionswissenschaften, TU München
- 2005: Klaus von Klitzing, Physik-Nobelpreisträger und Direktor am Max-Planck-Institut für Festkörperforschung in Stuttgart
- 2006: Peter Bürger, Professor em. für Literaturwissenschaft und Ästhetische Theorie an der Universität Bremen
- 2007: Herbert Mang, Professor für Mechanik der Werkstoffe und Strukturen an der Technischen Universität Wien
- 2008: Rudolf Thauer der Jüngere, Mikrobiologe, Gründungsdirektor des Max-Planck-Instituts für terrestrische Mikrobiologie
- 2009: Walther Ludwig, Professor em. für Griechische und Lateinische Philologie an der Universität Hamburg
- 2010: Klaus Streubel, Forscher auf dem Gebiet der Optoelektronik und Lichttechnik
- 2011: Angela D. Friederici, Professorin für Neuropsychologie, Direktorin am Max-Planck-Institut für Kognitions- und Neurowissenschaften, Leipzig
- 2012: Werner Oechslin, Professor für Kunst- und Architekturgeschichte an der ETH Zürich
- 2013: Wolfgang Schröder, Professor für Strömungsmechanik an der RWTH Aachen
- 2014: Klaus Müllen, Direktor am Max-Planck-Institut für Polymerforschung, Mainz
- 2015: Johannes Fried, Goethe-Universität Frankfurt am Main
- 2016: Reiner Rummel, Technische Universität München
- 2017: Antje Boetius, Alfred-Wegener-Institut Helmholtz-Zentrum für Polar- und Meeresforschung, Max-Planck-Institut für Marine Mikrobiologie
- 2018: Paul Kirchhof, Bundesverfassungsrichter a. D.
- 2019: Manfred Curbach, Institut für Massivbau der Technischen Universität Dresden
- 2020: Emmanuelle Charpentier, Max-Planck-Forschungsstelle für die Wissenschaft der Pathogene, Berlin
- 2021: Bénédicte Savoy, Technische Universität Berlin
- 2022: Sebastian Thrun, Kitty Hawk Corp. und Udacity, Kalifornien
- 2023: Maryna Viazovska, École polytechnique fédérale de Lausanne
- 2024: Barbara Vinken, Ludwig-Maximilians-Universität München
- 2025: François Hild, Universität Paris-Saclay[1]